# Лонг, Вильям Джозеф
Вильям Джозеф Лонг (англ. William Joseph Long) 3 апреля 1867, Норт-Атлборо, Массачусетс — 1952) — известный американский писатель, натуралист-любитель, автор многочисленных публикаций и книг о собственных наблюдениях живой природы. Жил в городе Стэмфорд (Коннектикут), США, являлся служителем (англ. a minister), Первой Конгрегационалистской Церкви.

## Литературные произведения

### Книги о живой природе
Интересовавшийся изучением жизни дикой природы Лонг предпочитал каждую весну покидать Стэмфорд и уезжать в необжитые леса, сначала в штате Мэн, а позднее — в Новой Шотландии, где он проводил всё лето и осень до первых заморозков.
Свои наблюдения он начал публиковать в ставших популярными книгах о лесных жителях — Ways of Wood Folk (1899), Wilderness Ways (1900), School of the Woods: Some life studies of animal instincts and animal training (1902), Wood Folk at School (1903), A Little Brother to the Bear and Other Animal Studies (1903), Northern Trails (1905) и многих других. Большинство книг были проиллюстрированы художником Чарльзом Коуплендом (англ. Charles Copeland).
Уже после смерти писателя были изданы его книги — The Spirit of the Wild: Observations in the Animal World (1956) и Wings of the Forest (1957).

### История литературы
В 1909 году Лонг издал учебник — «Английская литература: её история и значение в жизни англоговорящего мира». Писатель изложил историю английской литературы до конца викторианской эпохи, имея в виду цель пробудить в учениках желание именно читать и знать лучшие книги, а не только то, что написано о них.

## Полемика о «фальсификаторах природы»
В конце XIX века в США на фоне промышленной революции вырос общественный интерес к природе. К 1900 году в стране действовало уже несколько национальных парков, первый из которых — Йеллоустон — был основан в 1872 году. Писатели Э. Сетон-Томпсон и Лонг сделали популярным жанр анималистической литературы, в которой представляли наблюдаемые ими в природе события с точки зрения животного, его чувств, ощущений и мыслительных процессов, а не только инстинктов, определяющих его поведение. Лонг писал, что годы наблюдения за дикой природой убедили его, что «инстинкт играет намного меньшую роль, чем мы предполагали; успехи или неудачи животного в постоянной борьбе за выживание зависят, не только от инстинкта, но и от опыта, передаваемого ему матерью». С таким антропоморфным подходом к анимализму не могли согласиться некоторые представители естественнонаучных кругов.
Известный американский натуралист Д. Берроуз в марте 1903 опубликовал в журнале Atlantic Monthly статью с обвинениями Сетон-Томпсона, Лонга и некоторых других писателей в фальсификации естественной истории, чрезмерном очеловечивании диких зверей, излишней сентиментальности и популизме. Публикации против преподобного В. Лонга появились в местной стэмпфордской прессе. Президент США Т. Рузвельт, увлекавшийся природой и охотой, поддержал точку зрения Д. Берроуза. В результате критика приобрела форму идеологической борьбы с «фальсификаторами природы», продолжавшейся несколько лет.
Полемика начала стихать только в конце 1904 года. Переживания, болезнь глаз и временная потеря зрения в декабре 1904 года снизили творческую активность Лонга, но несмотря ни на что, он продолжал писать и публиковаться.

## Публикация в России
Произведения В. Лонга были переведены и опубликованы в России уже в начале 1900 гг. Известный биолог, писатель и художник-анималист А. Н. Формозов писал о героях книги «Шесть дней в лесах», изданной в 1923 году, что они зачитывались рассказами Э. Сетон-Томпсона и В. Лонга.
С. Я. Маршак в 1934 году на 1-м съезде советских писателей в докладе о детской литературе среди достойных для подражания упомянул переводные «сюжетные повести о животных» Лонга.
В России первые книги Лонга были изданы И. И. Горбуновым-Посадовым в библиотеке для детей и юношества и затем неоднократно переиздавались: 
- Братишка медведя. Вальдшнеп — лесной отшельник. Охота без ружья — М.: Тип. И. Н. Кушнерев и К°, 1908
- Младший братец Медведя — М.: Тип. В. М. Саблина, 1908, (переизд. 1916 г. — М.: Тип. Вильде)
- На крайнем Севере — М.: Тип. В. М. Саблина, 1909, (переизд. 1910, 1914 гг. — М.: И. Кнебель)
- Летняя берлога Михаила Ивановича Топтыгина. Как животные лечатся — М.: Тип. И. Н. Кушнерев и К°, 1909, (переизд. 1914 г. — М.: Т-во Рябушинских)
- Белый медведь. Дикий гусь. Лосось-прыгун — М.: Тип. В. М. Саблина, 1910
- Мико-проказница : История красной белки — М.: Тип. И. Н. Кушнерев и К°, 1910
- Школа лесов — М.: Тип. Гатцука, 1910, (переизд. 1914 г. — М.: Т-во Рябушинских)
- В царстве птиц — М.: Тип. «Крестного календаря», 1912
- Там, где скачут лососи — М.: И. Кнебель, 1915
- Охота без ружья — М.: Госиздат, 1929
- Тайны лесов — М.: Посредник, 1934